# رايمر لوست
رايمر لوست (بالألمانية: Reimar Lüst) ـ (ولد في فوبرتال في 25 مارس 1923) هو عالم فيزياء فلكية ألماني، كان رئيسًا لجمعية ماكس بلانك بين عامي 1972 و1984، ثم عمل مديرًا عامًا لوكالة الفضاء الأوروبية بين عامي 1984 و1990.
تلقى لوست تعليمه في مجال الفيزياء من جامعات غوتنغن وشيكاغو وبرنستون، وعمل أستاذًا بجامعة نيويورك ومعهد ماساتشوستس للتقنية ومعهد كاليفورنيا للتقنية (كالتك) قبل أن يتولى إدارة وكالة الفضاء الأوروبية.
خدم لوست في الجيش الألماني برتبة ملازم مهندس في الغواصات، وقضى عدة سنوات أسير حرب في إنجلترا والولايات المتحدة الأمريكية بين عامي 1943 و1946.

## روابط خارجية
- رايمر لوست على موقع مونزينجر (الألمانية)